# Cantón Colta
Cantón Colta är en kanton i Ecuador.   Den ligger i provinsen Chimborazo, i den centrala delen av landet, 170 km söder om huvudstaden Quito.